# ماریا زالای-کووی
ماریا زالای-کووی (مجاری: Mária Zalai-Kövi; ۲۰ اکتبر ۱۹۲۴ – ۲۸ اکتبر ۲۰۱۳) ژیمناست هنری اهل مجارستان بود.